# علم كيريباتي
أعتمد علم كيريباتي في 12 تموز - يوليو من سنة 1979.

## معنى الوان العلم
- الأحمر: يرمز إلى السماء.
- ترمز الأشعة السبعة العشرة التي تخرج من الشمس إلى جزر جيلبرت الستة عشرة (بالإنجليزية: Gilbert Islands)‏ وإلى جزيرة بانابا (بالإنجليزية: Banaba Island)‏.
- الأبيض: ترمز الخطوط المتوموجة ثلاث مجموعات من الجزر المكونة للبلاد وهن جزيرة جيلبرت، جزيرة فينكس وجزيرة لاين.
- الأزرق: يرمز إلى المحيط الهادي.